# Schmatzfeld
Schmatzfeld là một đô thị thuộc huyện Harz, bang Sachsen-Anhalt, Đức. Đô thị Schmatzfeld có diện tích 6,22 km², dân số thời điểm ngày 31 tháng 12 năm 2006 là 355 người.